# Regne d'Àfrica

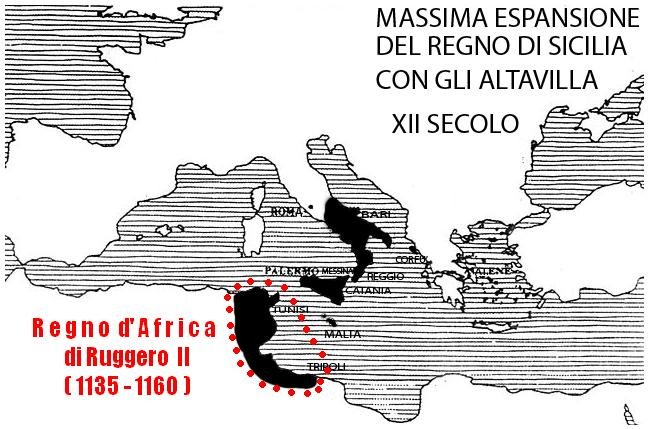
Roger II va crear el 1135 el Regne normand de l'Àfrica, que volia unir el seu Regne de Sicília. Però la seva mort el 1154 l'hi va impedir.

El Regne de l'Àfrica va ser creat el 1135 pel rei normant Roger II de Sicília en l'àrea costanera de Tunísia i Tripolitània.

## Història
Roger II va fer del seu regne de Sicília la nació dominant al Mediterrani. Gràcies a una poderosa flota, formada sota diferents almiralls, va fer una sèrie de conquestes a la costa de l'Àfrica entre 1135 i 1153, que anaven des de Trípoli (Líbia) àdhuc Cap Bon (Tunísia) i Annaba (Algèria).
En aquestes dues dècades, Roger II va crear un «Regne normand de l'Àfrica» que es va convertir en una espècie de Protectorat sicilià, recolzat parcialment per la petita comunitat cristiana que havia sobreviscut a l'Àfrica del Nord.
Els normands van aprofitar el fet que una epidèmia (seguida d'una gran fam) havia afeblit els àrabs de Tunísia i van ser rebuts amb simpatia pels habitants gràcies als aliments que van portar de Sicília. Amb ells es van traslladar diversos centenars de cristians, que van crear ressentiment entre els musulmans locals. A la capital Mahdia va ser oberta oficialment una església catòlica local, la primera des de la conquesta àrab del segle viii.
El 1146, el rei normand va aprofitar una crisi interna entre els àrabs per apoderar-se de tota la Tripolitània costera fins al golf de Sirte. Els normands de Sicília van donar total autonomia administrativa als nobles àrabs locals, però ja el 1158 -poc després de la mort de Roger II en 1154-, els Almohades van tornar al poder en quasi tot el Regne de l'Àfrica. L'any 1160, la capital del Regne i últim baluard cristià a l'Àfrica del nord, Mahdia, va caure en mans àrabs. Successivament els cristians de l'Àfrica van desaparèixer a causa de les persecucions dels fanàtics musulmans Almohades, encara que unes petites comunitats van sobreviure al sud de Tunísia per alguns segles més.
Solament la petita illa de Tabarka al nord de Tunísia va quedar en mans cristianes fins a l'inici del Renaixement, per ésser propietat de la República de Pisa que tenia contractes comercials d'explotació del corall local amb el Bei de Tunísia.